# Paradoja del payaso triste
La paradoja del payaso triste es la asociación contradictoria en una representación escénica entre la comedia y los trastornos mentales como la depresión y la ansiedad. Estos artistas cómicos se caracterizan por sentimientos de privación y aislamiento en sus primeras vidas, donde la comedia evoluciona como una liberación de la tensión, eliminando sentimientos de rabia física reprimida a través de su expresión verbal.
Una serie de experimentos psicológicos publicados por primera vez en 1981 por el psicólogo Seymour Fisher indicaron ciertos rasgos de comportamiento exclusivos de este tipo de comediantes que no se encuentran habitualmente en el resto de actores. Un trabajo posterior realizado por Kaufman y Kozbelt reinterpretó estos resultados, llegando a la conclusión de que si bien la comedia sirve como un mecanismo para ocultar los traumas, también puede motivar a un comediante a utilizar el humor como una forma de entablar relaciones y ganar aceptación.
Se ha demostrado que el humor se desarrolla desde una edad temprana, fomentado por el comportamiento de los padres. La naturaleza inmadura de un padre puede llevar a imponer responsabilidades adicionales a los niños, lo que puede generar problemas de autoestima y una necesidad de aceptación. La búsqueda constante de aprobación puede causar problemas de salud mental como ansiedad o depresión y, si no se trata, puede conducir al suicidio en situaciones extremas. La risa puede evolucionar como un medio de autoprotección, separando al individuo de cualquier adversidad a la que se enfrente, y permitiéndole sentir un cierto control sobre situaciones incómodas.
La paradoja del payaso triste se caracteriza por un temperamento ciclotímico, que fomenta la creación de un ambiente de humor alegre en el entorno profesional, a pesar de su agitación interna. El uso del humor como forma de automedicación proporciona breves períodos de satisfacción, teniendo que lidiar repetidamente con la agitación interior. Existe una ansiedad siempre presente entre los comediantes de que su popularidad pueda desaparecer de hoy para mañana y, por lo tanto, que puedan ver cómo el motivo del éxito de su trabajo se agota.

## Influencias

### Experiencias escolares
Los artistas cómicos con frecuencia muestran tendencias humorísticas a temprana edad, a menudo identificados como el payaso de la clase durante toda la escuela. Algunos cómicos recuerdan haberse burlado de la naturaleza estricta de la escuela y disfrutar mucho de las risas de sus compañeros. Tommy Smothers comentó que durante sus experiencias escolares: «Me divertía mucho que se rieran, pero no sabía qué era lo que los hacía reír, pero sabía que podía hacer reír a la gente». Johnny Carson también enfatizó el papel de la escuela en la vida de un comediante afirmando que:

Creo que, por el hecho de que te das cuenta de que puedes reírte cuando estás en la escuela (y aquí es donde empiezan la mayoría de los chicos, cuando crecen en el vecindario), están dando vueltas, haciendo tonterías, interrumpiendo la clase. Es algo que llama la atención y eso, en efecto, es decir: 'Oigan, mírenme, amigos, estoy obteniendo su aceptación.

Debido a que los comediantes suelen ser personas de gran inteligencia, en muchas ocasiones detestan el ambiente escolar y frecuentemente lo han evitado. Algunos cómicos explicaron que a sus profesores les faltaba comprensión y aceptación, identificando sus gestos como una forma de exclusión personal. Woody Allen comentó que la escuela «era aburrida, aterradora. Todo era feo. Nunca tuve las respuestas. Nunca hice los deberes». Aunque la orientación de una escuela hacia el orden y la disciplina entra en conflicto con la naturaleza de un cómico, puede servir como un escenario inicial para que un individuo se dé cuenta de su capacidad para producir risa. Este descubrimiento crea sentimientos encontrados, ya que frecuentemente la risa puede estar dirigida a ellos mismos con matices de burla o desprecio. Independientemente de lo desagradable que sea, los cómicos se sienten atraídos por la capacidad de "hacer" reír a alguien y el poder que eso conlleva.
El talento para crear humor orienta al individuo hacia una carrera en la industria del entretenimiento. Se descubrió que los comediantes no ingresaban directamente en la industria como cómicos. Más bien, una gran proporción comenzó a través de alguna forma de interpretación musical. Fisher opinaba que esta tendencia entre los comediantes de tener experiencia musical se derivaba de su búsqueda de crear un mundo más alegre y acogedor para la audiencia.

### Relaciones familiares

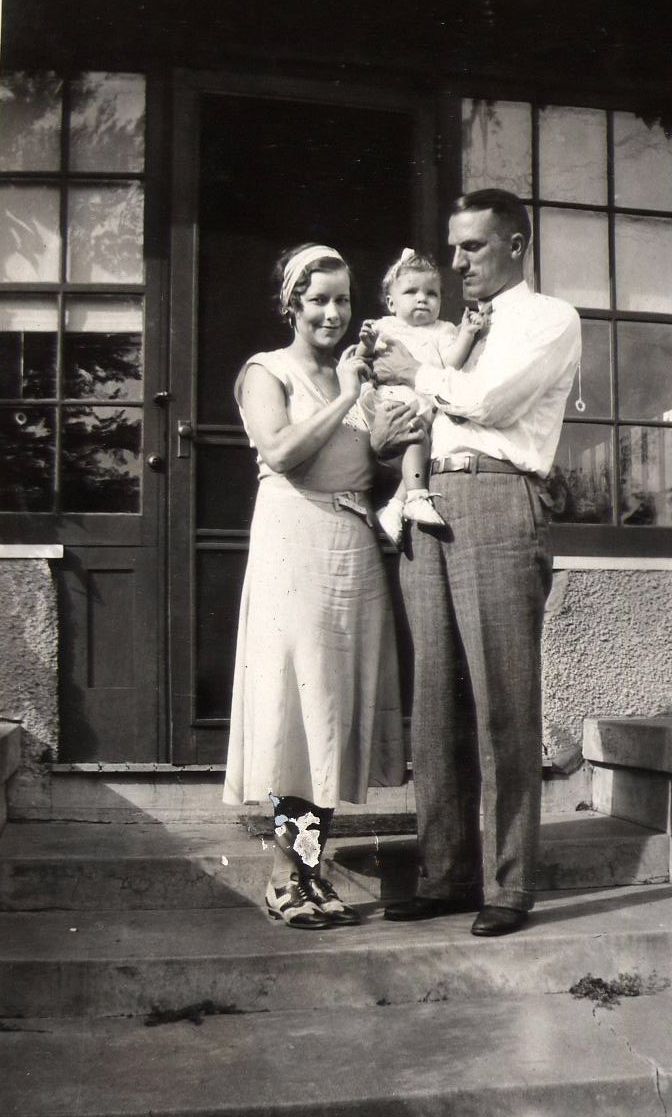
Las experiencias tempranas con los cuidadores pueden moldear el comportamiento personal y los sentimientos de autoestima

Las relaciones que se forman con los miembros de la familia son clave en el desarrollo del adolescente, particularmente para su satisfacción futura con respecto a su vida. Los estudios han demostrado que los artistas cómicos tienden a criarse en entornos familiares distantes y algo inconexos, caracterizados por la animosidad familiar. Prasinos y Tittler interpretaron que esta "distancia familiar" hacía que los individuos se identificaran como víctimas de negligencia y, por lo tanto, se asociaran como un grupo alienado. La paradoja del payaso triste puede evolucionar a partir de estos entornos poco cohesionados desde una edad temprana, donde un niño desea el contacto social, usando el humor para obtener intimidad y, de alguna manera, relacionarse a distancia con los demás. Norman Lear comentó sobre su dolorosa infancia debido al constante conflicto de sus padres afirmando que: "La única defensa contra eso era reírse de ello, descubrir qué tenía de gracioso".
Un estudio realizado por Fisher encontró que las personas orientadas al humor probablemente identificaran a sus madres como exigentes, antipáticas y distantes. Se consideraba que evitaban el papel de cuidado y que comúnmente recaía en el padre la tarea de cumplir este papel en la familia. Una prueba con imágenes de manchas de tinta realizada a padres de comediantes reveló su tendencia hacia una visión infantil del mundo, describiendo los patrones de manchas asociándolos con imágenes juveniles. Fisher concluyó que estas respuestas estaban relacionadas con la reticencia de los padres hacia las responsabilidades, asociada con un tono general de "prevalecencia de la felicidad". Se encontró que los padres de numerosos cómicos evitaban ideas solemnes, de forma que identificaban imágenes negativas en las pruebas de Rorschach y luego negaban sus elementos negativos, como por ejemplo: "Esto es un lobo". Pensé que era feroz. Pero he oído que no lo es." Esta visión infantil del mundo y el rechazo de las obligaciones familiares pueden hacer que los comediantes encarnen un mayor sentido de responsabilidad y un sentimiento de obligación de proteger a los demás, una compensación por el rechazo inconsciente de sus padres hacia las responsabilidades de los adultos. Se ha demostrado que esta carga de responsabilidades evoca problemas relacionados con la autoestima que fomentan el desarrollo de la paradoja del payaso triste.
También se ha sugerido que el humor puede servir como un intento de relacionarse a distancia con las demás personas, hábito evocado por un deseo infantil de contacto social. Normalmente el humor se describe como un estado cognitivo y emocional, y se ha establecido que su ausencia causa depresión y ansiedad.
También se ha descubierto que los comediantes reconocen la importancia de un cuidador competente y, a menudo, les preocupa ser ellos mismos padres o cuidadores inadecuados. Un estudio realizado por Samuel Janus reveló que los artistas cómicos incluidos en la muestra eran más propensos a desear familias más numerosas que otros artistas. Esto se asoció con su necesidad de proporcionar y formar conexiones que puedan materializarse en un entorno familiar.

## Contexto social
Los primeros años de las vidas de los comediantes se caracterizan por el sufrimiento, el aislamiento y los sentimientos de privación, donde el humor se utiliza como salida o defensa contra la ansiedad experimentada. El filósofo alemán Nietzsche lo describió una vez como; "Sólo el hombre sufre tan terriblemente en el mundo, que se vio obligado a inventar la risa." La incapacidad para manifestar directamente la percepción de las agresiones recibidas se traduce en su expresión a través de una forma de humor socialmente aceptable.
El humor proporciona la capacidad de afirmar el control en una situación. Un ejemplo es el comediante británico Spike Milligan, que sufrió un largo ciclo de estados maníaco depresivos que comenzaron con crisis mentales severas. Milligan era capaz de crear un humor alegre e ideas escandalosas, a pesar de su estado maníaco. Encontrar la risa le sirvió como motivación para remediar un estado mental deprimido, lo que le sirvió de forma efectiva como automedicación. Este proceso ha sido descrito como una salvaguardia contra la desesperanza y la depresión posteriores. Además, el humor afiliativo y de mejora personal se puede utilizar para predecir los síntomas de la depresión, y se ha demostrado que niveles más altos se correlacionan con niveles más bajos de depresión.
Los relatos de tratamientos psiquiátricos revelaron que algunos pacientes se sentían abrumados por los aspectos negativos de su vida. Sin embargo, cuando se enfrentaron a estos problemas, el psiquiatra se rio y el paciente desestimó la gravedad del problema. La risa puede ocultar sentimientos de frustración, decepción, pena, remordimiento o incluso alegría en un esfuerzo por defenderse de la adversidad y permitir la autoproteccción del individuo.

## Estudios científicos

### Prueba de Rorschach
El uso de imágenes de manchas de tinta revela ciertas características y preocupaciones de los actores cómicos que no se encuentran en el resto de actores. Fisher identificó cuatro tendencias clave que eran comunes en las pruebas de Rorschach de los comediantes:
- La identificación de imágenes como 'no malas'. Se trata de una idea tradicional y negativa que ha sido mal entendida y que queda descentrada por puntos de vista preconcebidos. Incluiría respuestas como "Dos demonios. Diablos divertidos. No deben tomarse en serio". o "Parecido a un cerdo... feo, pero algo entrañable".[33]
- La asociación del comediante con ideas de pureza frente a maldad lleva a la identificación de cosas que tienen importancia moral. Fisher concluyó que esta importancia se debía a la necesidad de los comediantes de burlarse de los estándares sociales y, por lo tanto, desdibujar la línea entre el bien y el mal.[34]
- Importancia de la escala. Describir objetos con referencia a su magnitud. Esta disparidad de tamaño sirve como una fuente fiable de humor.[35] Charles Chaplin utilizó un traje icónico de grandes pantalones holgados, un pequeño bombín, zapatos enormes y su pequeño bigote. Dúos cómicos como Abbott y Costello o el Gordo y el Flaco aprovecharon sus diferencias de altura y peso para lograr un efecto cómico.
- Importancia de arriba frente a abajo, con más preocupación sobre quién o qué está debajo. Buster Keaton empleó con frecuencia el uso de imágenes de arriba abajo, en las que se veía a sus personajes cayendo desde grandes alturas o colgando de balcones. Un mensaje recurrente de fracaso estuvo vinculado a la amenaza inminente de caer, anulada por una escapada del peligro y un triunfo en el último segundo.[36]

Fisher sugirió que estos rasgos están directamente relacionados con la percepción que el cómico tiene de sí mismo, creyendo en la necesidad de convencer a los demás de su valor. Comúnmente se demostró que los comediantes no se tenían en alta estima, realizando más comentarios autocríticos que los actores habituales en un contexto controlado. Estos sentimientos de indignidad se defienden en la mente del cómico por su papel en la sociedad de ayudar a las personas y hacer reír. Esta intención de ayudar a la gente solo se satisface momentáneamente con el reconocimiento y la aprobación de la audiencia. Esto contrasta con los actores habituales, que se sintieron justificados al identificarse con figuras y conceptos más grandes que ellos mismos.

### Pruebas de aptitud/personalidad
Un estudio realizado por Janus encontró que los comediantes trabajaban hasta el cansancio para asegurarse poder seguir siendo relevantes y divertidos. Descubrió que de su muestra de artistas cómicos, el ochenta por ciento había estado involucrado en psicoterapia y temía su efecto sobre su capacidad para el humor. Los comediantes analizados por Janus demostraron ser críticos con los motivos de los demás y mostraban temor respecto a la longevidad de su popularidad como celebridades. La mayoría de los participantes del estudio de Janus revelaron una sensación ineludible de depresión a la que se enfrentaban con respecto a su trabajo. La manera en que la comedia alivia momentáneamente su depresión y ansiedad les permite seguir interpretando su papel. Sin embargo, los comediantes actúan por períodos cortos de tiempo y requieren constantemente admiración y reconocimiento por su trabajo.
También se ha demostrado que los cómicos muestran altos niveles de rasgos de personalidad psicóticos, con puntuaciones altas en anhedonia introvertiva e inconformidad impulsiva. La inestabilidad entre los rasgos depresivos y los estados maníacos más extrovertidos se describe tradicionalmente como temperamento ciclotímico. El comediante británico Stephen Fry confesó el estado mental que por lo general experimenta al actuar: "Hay momentos en los que estoy actuando y digo 'ja, ja, sí, sí', y por dentro digo 'Quiero morir. Yo... quiero... joder". ... muere."
Los comentarios de Fry indican la idea de defensa maníaca, donde se utilizan emociones opuestas para distraer y afrontar sentimientos incómodos.

## Broma de Pagliacci
Un chiste que data al menos del siglo XIX ejemplifica la triste paradoja del payaso. La broma involucra a un médico que recomienda a su paciente deprimido que visite a un gran payaso de la ciudad (normalmente llamado "Pagliacci"), pero resulta que el paciente es en realidad el payaso disfrazado.
Un libro de 1814 sobre oratoria atribuye la historia a Carlina, "un divertido bufón del escenario italiano en París". El chiste también aparece en el poema español Reír Llorando (Riendo mientras llora) del poeta mexicano de finales del siglo XIX Juan de Dios Peza. El poema habla de un actor inglés llamado 'Garrick' que un médico recomienda a su paciente como única cura para su pérdida de interés en la vida, tras lo cual el paciente revela que él efectivamente es Garrick. Se ha sugerido que este Garrick era el animador Joseph Grimaldi. El chiste también aparece en las últimas líneas del ensayo de Ralph Waldo Emerson, "The Comic", recopilado en Letters and Social Aims (1875); el comediante de Emerson se llama Carlini.
Posteriormente, en la década de 1910 se revisó el poema como una historia, nuevamente, con el intérprete llamado 'Grimaldi', y nuevamente en la década de 1930, con un payaso llamado 'Grock', sugerido como el payaso suizo Grock.
En 1928, en la película muda "Laugh, Clown, Laugh" (Estrenada en España y Latinoamérica como "Ríe, payaso, ríe") protagonizada por Lon Chaney "El hombre de las 1000 caras", su personaje, el payaso Flick, visita (pero de civil como Tito) a un médico para que lo cure de accesos de llanto incontrolables; le recetan que para divertirse vaya a ver al payaso Flick. Podría ser la primera vez que esta historia es contada en el cine.
La novela gráfica Watchmen de 1987 incluye al personaje de Rorschach contando la historia y nombrando al payaso Pagliacci.

"Una vez escuché un chiste: un hombre va al médico. Dice que está deprimido. Dice que la vida le parece dura y cruel. Dice que se siente completamente solo en un mundo amenazador donde lo que le espera es vago e incierto. El médico le dice: 'El tratamiento es simple. El gran payaso Pagliacci está en la ciudad esta noche. Ve a verlo. Eso debería animarte. El hombre rompe a llorar y dice: "Pero doctor... yo soy Pagliacci". Buen chiste. Todo el mundo ríe. Toca el tambor. Telón final."

 Esta encarnación del chiste se ha convertido en un meme de internet, que se distingue por el lenguaje conciso de Rorschach y el remate ampliamente explotado "Pero doctor... Yo soy Pagliacci".